# 상하이 세계금융센터
상하이 세계금융센터(중국어 간체자: 上海环球金融中心, 정체자: 上海環球金融中心, 병음: Shànghǎi huánqiú jīnróng zhōngxīn, 영어: Shanghai World Financial Center)는 중국 상하이 푸둥신구에 건설된 494m의 중국에서 여섯번째로 높은 빌딩이다. 약칭은 SWFC이다. 현재 세계에서 12위로 높은 건물이다.
2007년 10월 14일 494m를 쌓아올림으로써 중국에서 가장 높은 빌딩이 되었고, 완공되어 개장한 건물 중에는 중화인민공화국에서, 그리고 상하이시에서 제일 높은 빌딩이다. 당초 1997년 착공하여 2004년 완공을 목표로 잡았으나, 아시아의 금융위기로 인해 2004년까지 사업이 중단되었다. 이후 설계가 다소 변경되어 재개되었다. 또한 최상부는 설계당시 원형이었으나, 일장기를 연상케 한다는 현지인들의 반발로 사다리꼴 모양으로 수정되었다.
완공당시 세계에서 세번째로 높은 빌딩이였다. 하지만 2010년대 이후 2014년 바로 옆에 상하이 타워가 632m의 높이로, 2016년에는 대한민국 서울에 롯데 월드 타워가 555m의 높이로 완공되어 2023년 세계에서 열두번째로 높은 빌딩으로 밀려나게 되었다.
상하이에서 두 번째로 높은 진마오 타워 바로 옆에 있다. 흔히 상하이국제금융센터와 혼동하는 경우가 있으나, 전혀 다른 건물이다.
롯폰기 힐스 모리 타워로 유명한 일본의 부동산 업체 모리 빌딩 컴퍼니가 소유주이며 개발사이다.

## 역사

### 1997년~2003년
당초 SWFC는 피에르 데 스메트 빌딩 컴퍼니를 주 컨소시엄으로 하였으며, 1990년대 초반부터 미국의 설계업체 KPF의 설계로 101층의 마천루로 계획하였다.
이에 따라 1997년 8월 27일 착공하였다. 그러나 1997년~1998년의 아시아 금융 위기로 자금난에 빠지면서 공사는 진척되지 못했고, 결국 460m, 94층의 빌딩으로 계획을 축소를 검토하게 된다.
이후 2003년 2월 13일 일본의 부동산 업체인 모리 빌딩 컴퍼니가 투자하게 되면서, 본 계획인 492m, 101층으로 다시 상향조정한 뒤, 같은 해 11월 16일 공사를 본격적으로 시작하게 되었다.

### 2003년~2008년
모리 빌딩 컴퍼니가 인수한 뒤 본격 착공한 이 건물은, 당초 최상층에 원형의 공간을 두고, 그 사이에 구름다리를 놓는다는 계획을 잡고 있었다.
그러나 가뜩이나 SWFC를 일본 기업이 개발하는 것에 불만도 많았던 많은 상하이 시민들이 해당 디자인에 큰 불쾌감을 표현했고, 결국 공사 진행중에 꼭대기 공간의 모양을 지금의 사다리꼴로 바꾸었다.
2007년 8월 14일에는 아직 다 지어지지 않은 SWFC 타워에서 화재가 발생했다. 화재는 40층에서 발화하여 약 한 시간가량 자재를 태우다가 진화되었다. 화재의 원인은 아직 밝혀진 바가 없지만, 용접공의 불똥이 튀면서 불이 붙은 걸로 추정하고 있다.
2007년 10월 14일 꼭대기 층인 101층까지 도달하면서 중국 최고층 건물로 등극하였으며, 이후 2008년 7월 17일 공사가 완료되었고, SWFC 타워는 같은 해 8월 28일에 정식 개장하였다. 101층 전망대는 2일 뒤인 8월 30일에 열었다.

## 특징
급속히 발전하고 있는 상하이는 중국의 경제를 트랙션하고 있다. 상하이 푸둥 신구, 루자쭈이(Lu jia zui), 금융 무역 중심구 등은 상세기 1990년대부터 중국 정부의 주도하에 개발돼 왔으며 지금은 상해 증권사를 포함해 각나라 금융 업체, 호텔, 국제 컨퍼런스 센터 등이 밀집된 국제 금융 베이스로 부각되었다. 지상 101층, 높이 492m로 이런 지역의 가장 중심부에 위치한 상하이 글로벌 파이낸셜 센터에는 세계 최고 수준의 국제 금융 센터 기능, 세계 최고의 관광층, 전 세계 인사들이 집중되는 상업 시설 및 컨퍼런스 센터, 최고급 호텔 등이 있다. 또한 완벽한 보안 시스템과 서비스를 제공함으로써 사람과 정보 교류의 베이스로 손색이 없다. 특이한 외관 때문에 '병따개 타워'라는 애칭으로 불리기도 한다.

## 갤러리

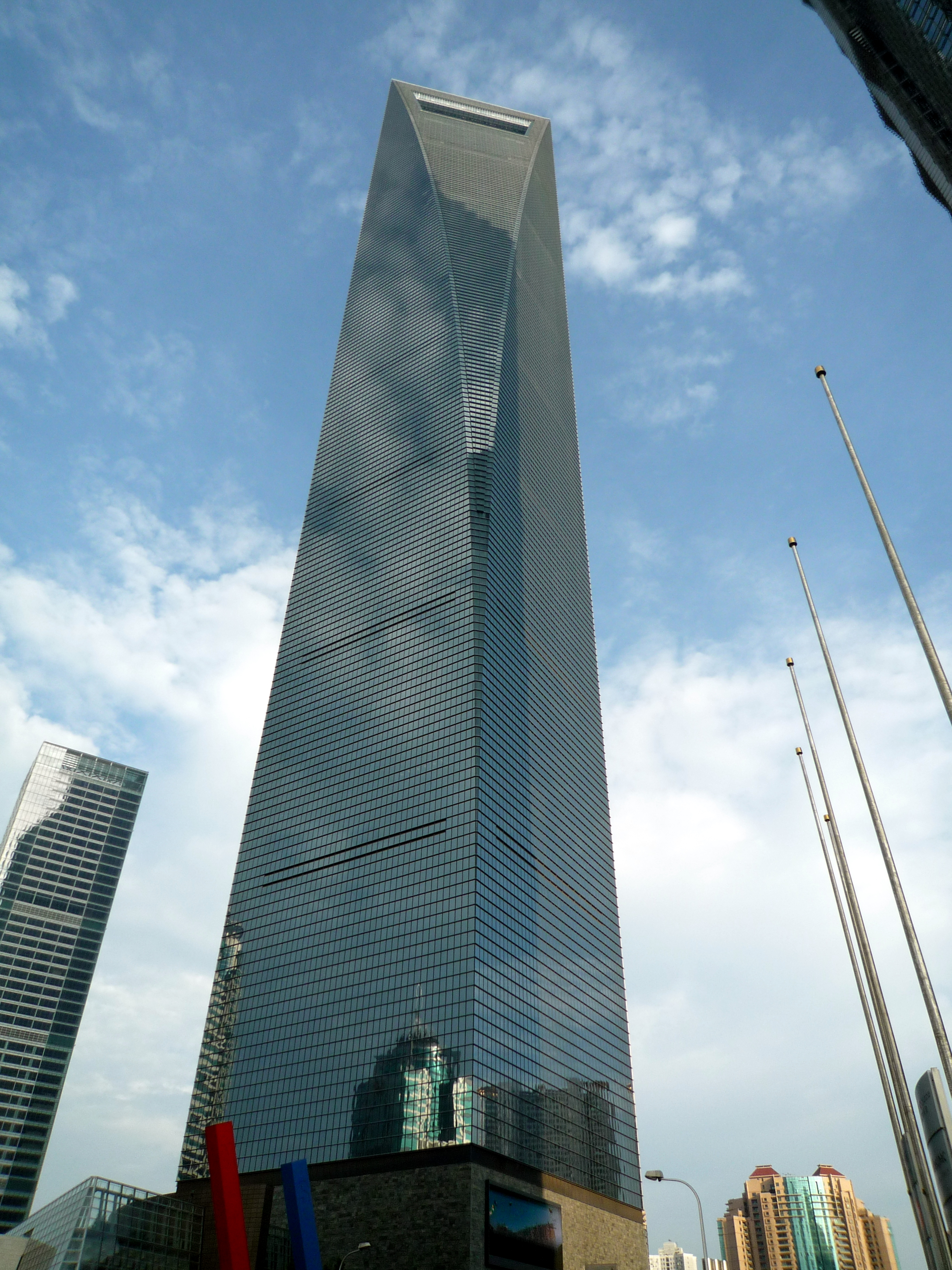
바닥에서 쳐다본 SWFC. 2010년 10월 17일
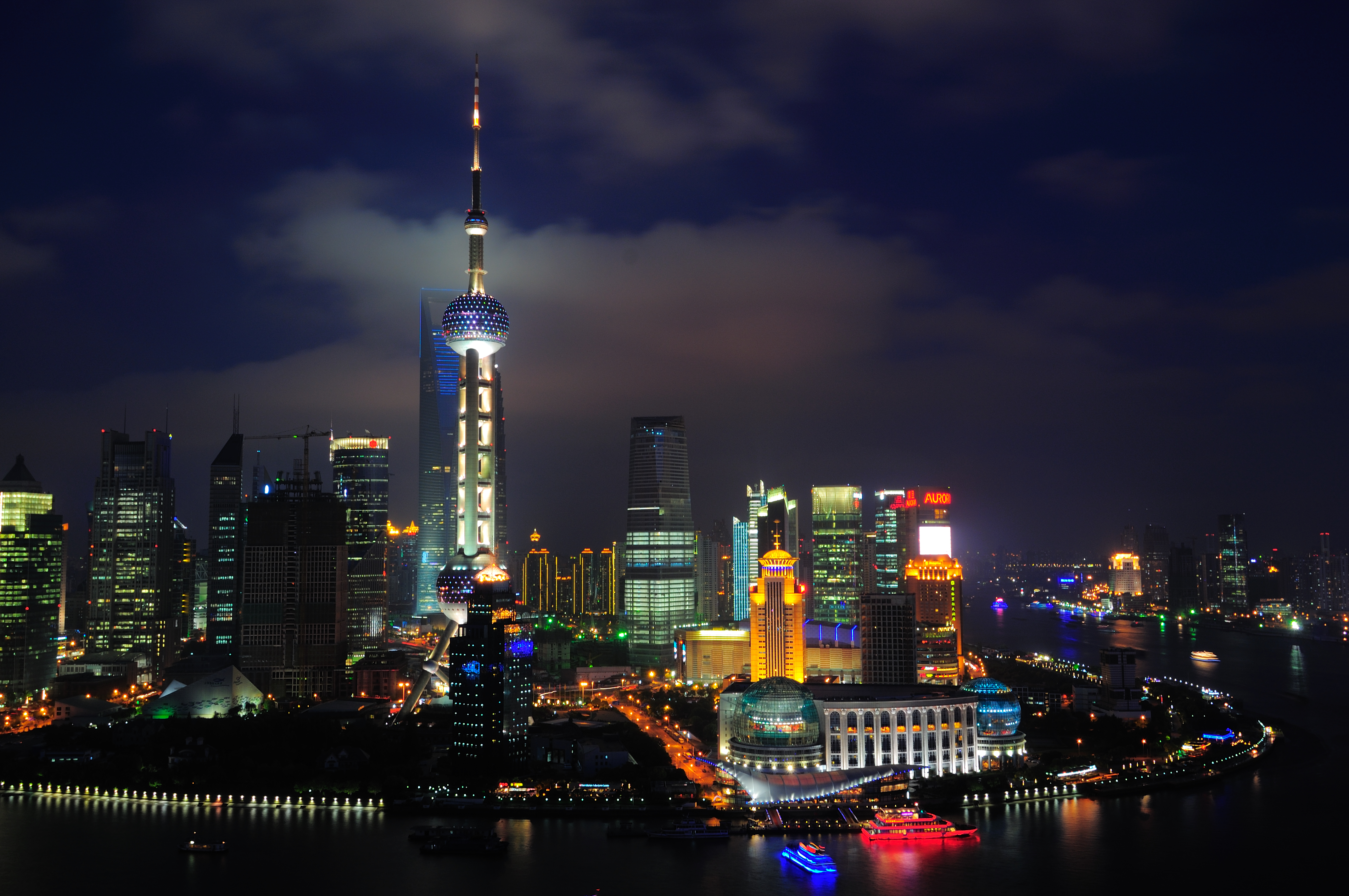
상하이 시 푸둥 구의 야경. 동방명주 타워 뒤로 SWFC가 가려져 있다.
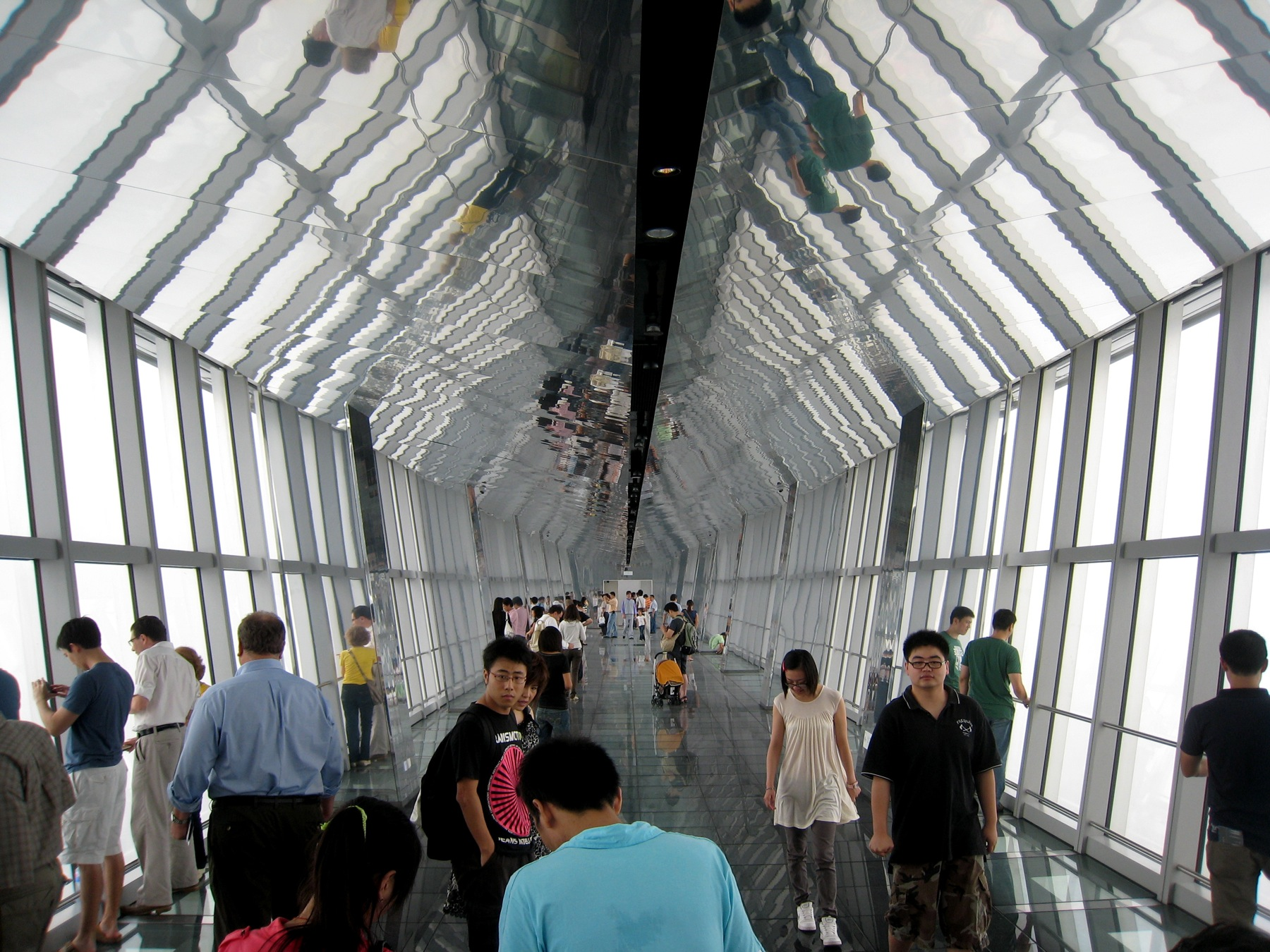
SWFC의 100층 전망대. SWFC의 전망대는 94층, 97층, 100층에 위치해 있다. 100층이 바로 가운데 공간 윗부분이다.
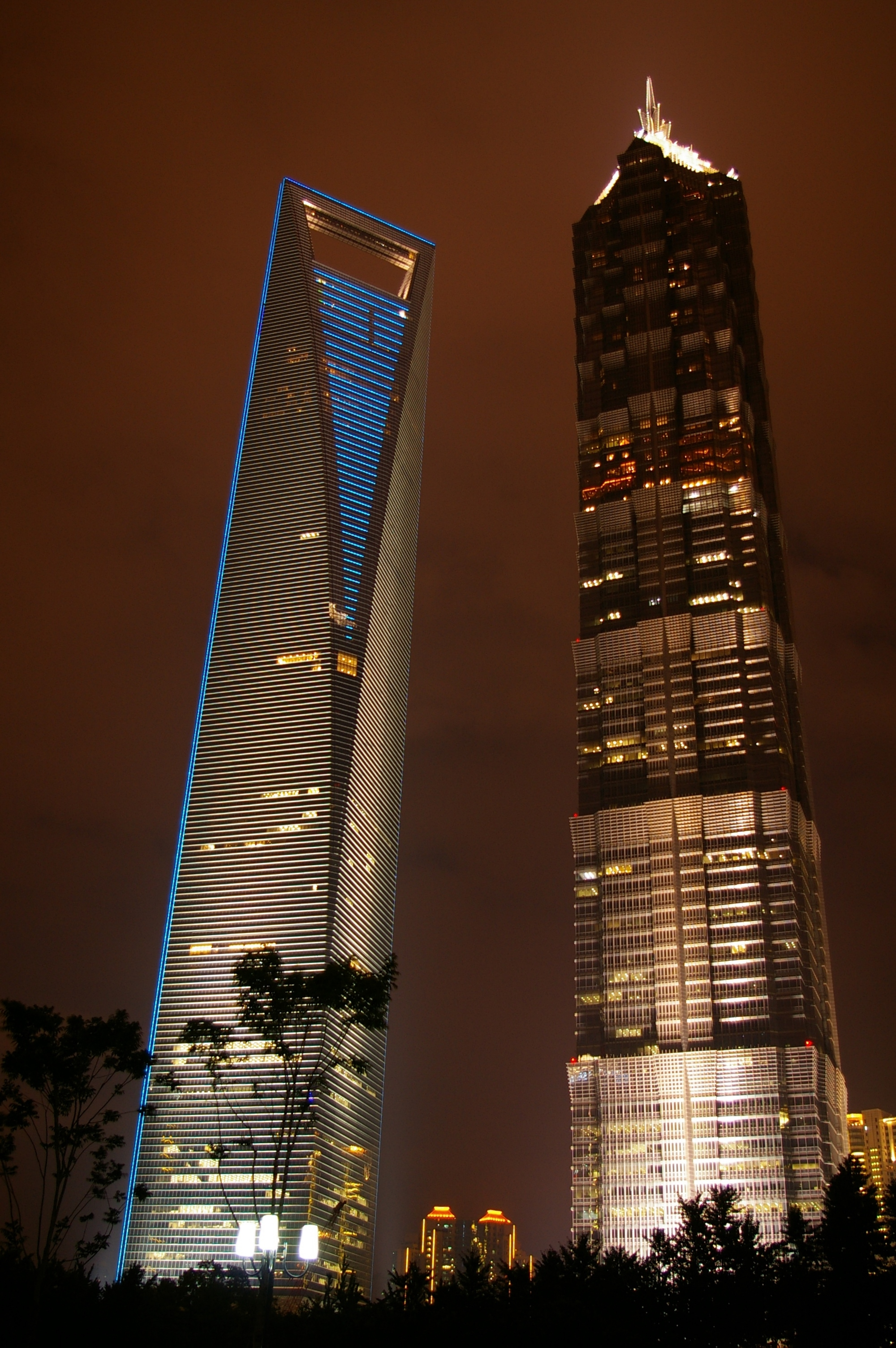
SWFC(좌)와 진마오 타워(우)
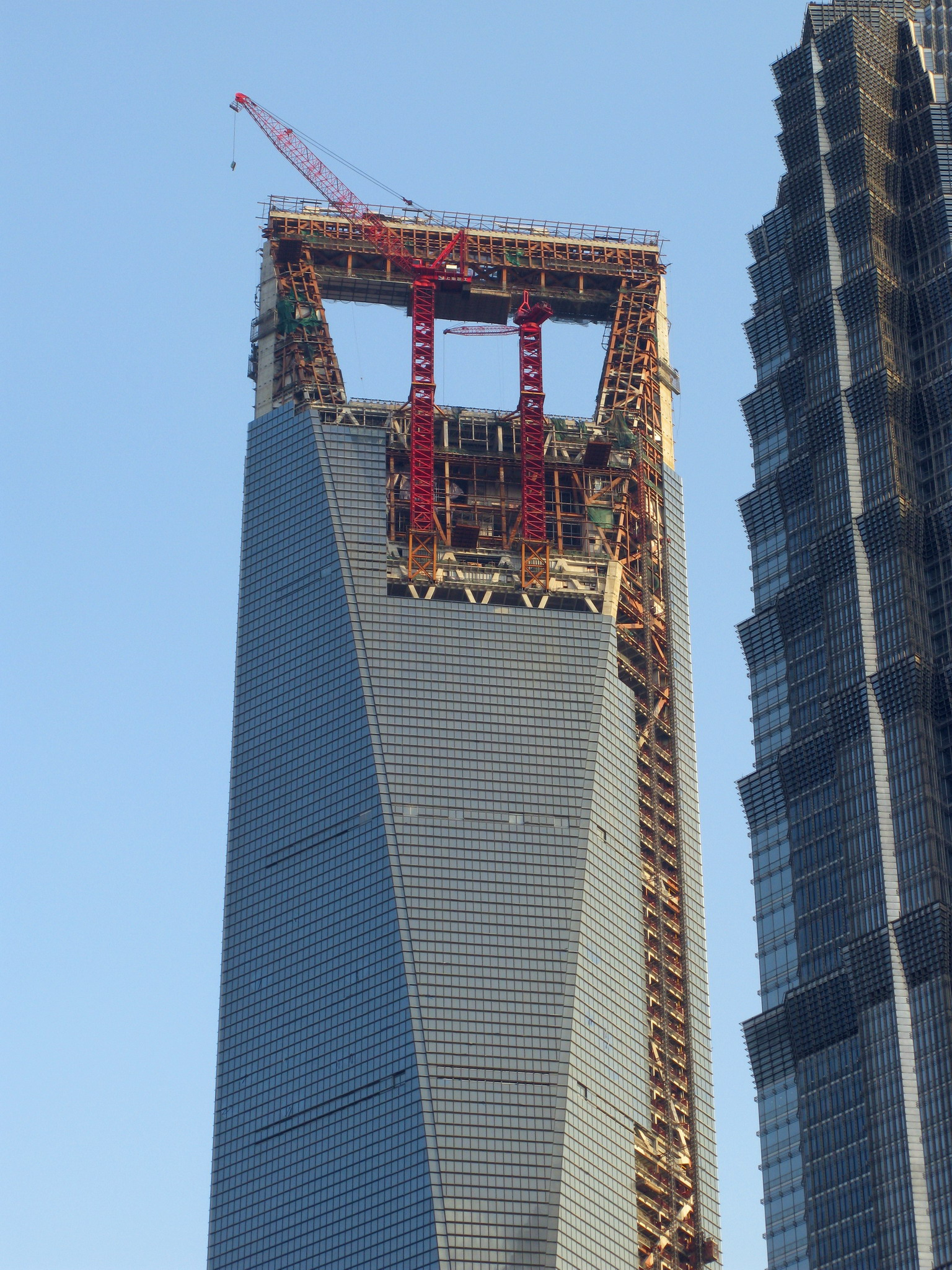
2008년 2월 공사 진행중인 SWFC 타워.
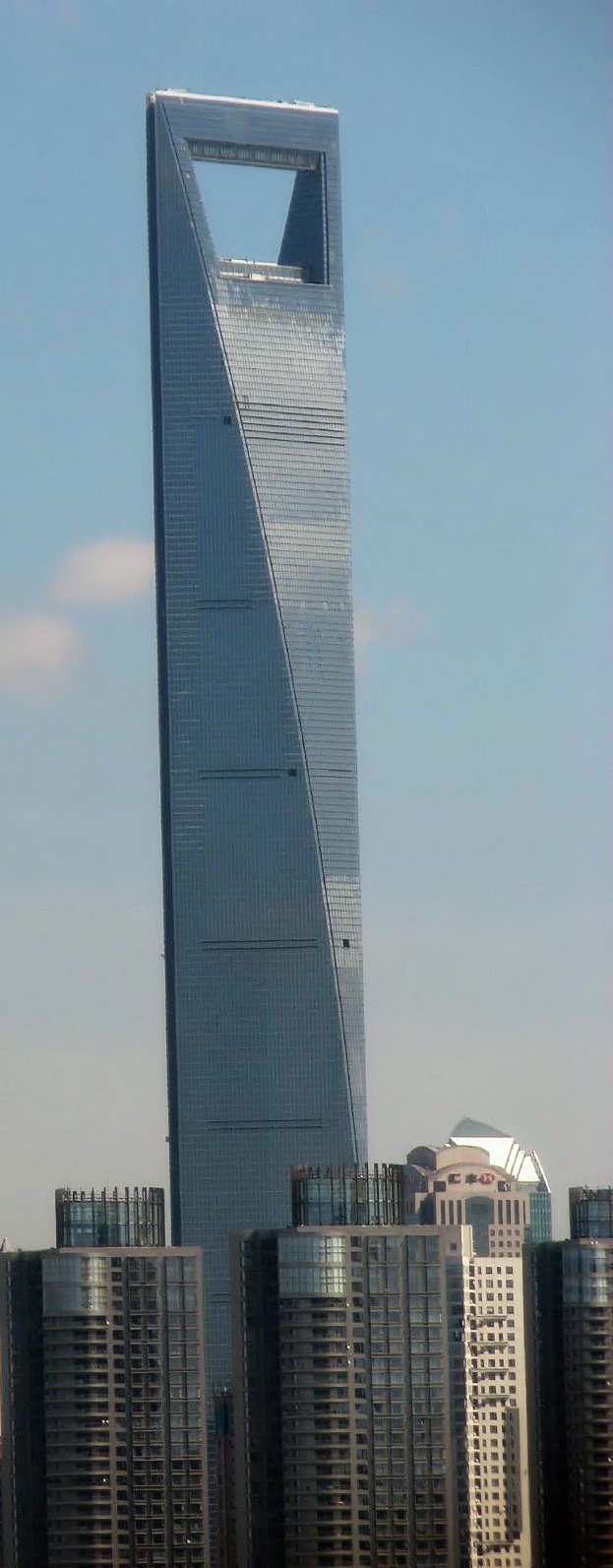
2008년 7월의 SWFC.
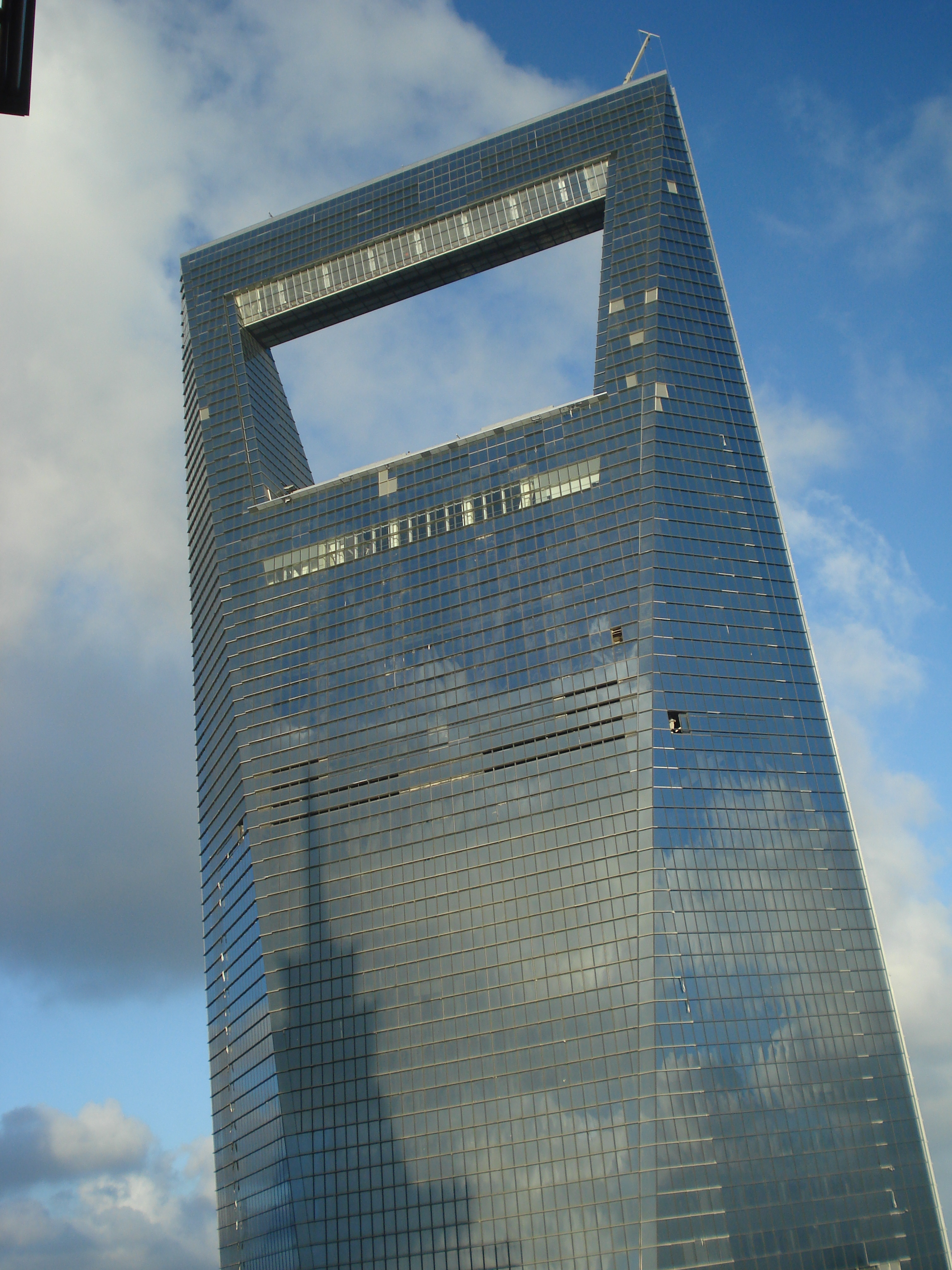
2008년 7월 27일.

## 같이 보기
- 마천루 목록
- 상하이 타워
- 진마오 타워
- 중화인민공화국의 마천루 목록
- 100층 이상의 마천루 목록